# 禁止网络盗版法案
《禁止網絡盜版法案》（Stop Online Piracy Act），縮寫為，亦被稱為H.R. 3261法案。該法案由美國眾議院德克薩斯州共和黨议员拉马尔·史密斯於2011年10月26日提出，得到了眾議院兩黨共12名眾議員的連署支持。如果该法案得到通过，将擴大美國執法部門及版權擁有者在應對網絡上販售盜版產品及冒牌货時的權力。該法案現已提交至美國眾議院司法委員會。它以1998年的《保護知識產權法案》（PROTECT IP Act）為基礎。
當法案通過後，美國司法部及其他版權持有人將可以更便捷地申請法院禁令以對付盜版及販售冒牌貨的網站。而向法院申請的禁令包括：禁止網絡廣告公司向涉嫌網站投放廣告、禁止支付網站向涉嫌網站提供支付服務、禁止搜索引擎出現涉嫌網站的網址，甚至可以要求互聯網服務供應商拒絕用戶訪問涉嫌網站。該法案提高了對互聯網用戶未經授權在網絡上分享版權內容的刑罰，如：六個月內分享10份音樂或電影類的版權作品將面臨最高五年的監禁。該法案將給予那些自願採取措施打擊網絡盜版和侵權的互聯網服務提供商以司法豁免權，同時也允許版權持有人向任何一個明知卻謊稱不知、進而提供侵權內容或盜版產品的網站索要連帶賠償。
該法案的支持者認為，保護智慧財產權市場及相關行業的的就業和收入是有必要的，尤其是要加強對國外侵權網站的執法力度。他們舉例在Google與美國司法部的5億美元和解案中，Google的廣告客戶試圖通過廣告向美國消費者推薦去加拿大藥房購買非法的處方藥。而反對者認為，該法案侵犯了《美國憲法第一修正案》， 是一種網絡審查行為。同時該法案還會導致互聯網發展的倒退。反對者還擔憂，該法案會鼓勵互聯網上的告密行為，同時影響言論自由。
眾議院司法委員會就該法案於2011年11月16日和12月15日舉行了聽證會，同時該委員會計劃在國會冬季休會結束之後對該法案展開辯論。

## 法案內容
《禁止網絡盜版法案》將授權美國司法部更便捷地獲得法庭禁令以針對非美國本土管轄範圍的侵權網站。 美國司法部長可以通過法庭禁令要求互聯網服務供應商、網絡廣告商（例如：Google AdSense）、在線支付服務商（例如：PayPal）暫停與涉嫌侵權網站的交易，甚至他還能夠下令搜索引擎不顯示涉嫌侵權網站的地址。
該法案還為版權擁有者提供了兩步司法救濟手段，以幫助他們應對侵權網站。版權擁有者可以以書面形式要求互聯網服務供應商中止涉嫌侵權網站的服務，如果該網站沒有提供相反的證據證明自己的清白，那麼互聯網服務供應商可以中止服務。如果書面形式無法要求互聯網服務供應商中止服務，那麼版權擁有者可以向法庭申請禁止令，以強迫互聯網服務供應商履行該責任。
同時該法案還鼓勵互聯網服務供應商、網絡廣告商和在線支付服務商主動停止與涉嫌侵權網站的服務，并為他們提供司法豁免權。同時該法案也認定，如果網站明知該內容侵權卻謊稱不知而不願刪除的話，將承擔連帶責任。 在法案的第二部份加強了對流媒體侵權、銷售假藥、軍用物資和其他假冒消費品的處罰。
根據本法案的共同提名人、美國眾議院眾議員、佛吉尼亚州共和黨黨員、美國眾議院司法委員會保護知識產權小組組長鮑勃·古德萊特的說法，《禁止網絡盜版法案》將重寫《保護知識產權法案》，以解決高科技行業的憂慮。同時古德萊特也承認，根據本法案將能要求法院對搜索引擎採取措施， 而《保護知識產權法案》沒有涉及此塊內容。

## 目標

### 保護內容創作者的知識產權
议员鮑勃·古德萊特说：“知识产权是美国的主要工作机会资源和在全球市场的主要竞争力之一，但是美国的投资者、作家及企业家们，已经被迫坐视他们的成果被在美国执法权以外的侵权行为剽窃。这项法案将会使确保在2020年前，宪法起草者所定下的以促进新的写作、研究、生产以及服务的激励机制在21世纪的全球市场上有效，且这将为美国人提供更多的工作机会。”
专利持有人将会把负责联系专利买卖的中介机构作为唯一的被告。發起者之一的議員約翰·科尼爾斯（John Conyers）說：「現在近百萬名的美國人的工作正處在緊要關頭上，而我們對於保護美國智慧財產的努力將關係我國長期的經濟發展是否順遂。」史密斯補述，「SOPA將可協助遏止智慧財產擁有者的利益流向那些如同盜匪般的網站，以及確保因美國人的創新而產生的獲益可以由創造者獲得。」
美國電影協會的代表在會前表明說電影以及電影業提供了近兩百萬的工作機會和95,000個小型企業。

### 打击假药
辉瑞公司的发言人约翰·克拉克（John Clark）作证：「患者不能明確地辨識出一些网站上所巧妙伪造的畅销药物，其中包括被贴上假标签，或干脆直接伪造的药品。」
处方药方面，一个名為 RxRights 的消费者宣传组织发表声明：“克拉克並未指出：加拿大或其他国际药商会公开它们的所在位置。它们所销售的药品来自于那些生产在美国销售的与处方药相同的主要制造商。”它们早些时候曾表示，《禁止网络盗版法案》“不能区分假冒的或真正的药店”，这将阻止来自美国的患者从加拿大在线药店订购他们所需的药物。
《禁止网络盗版法案（草案）》的赞助商史密斯指责阻挠该法案的谷歌公司，援引其曾以5亿美元的罚款与司法部和解，使其不追究那些来自于加拿大药廠的广告播出，导致非法进口处方药的产生。在美国，“为客户从外国药商运输处方药”通常是违反《联邦食品，药品和化妆品法案》和《受管制物质法案》的行为。

## 對網絡自由言論的影響

### 專制國家
通过在阿拉伯之春使用的电子前哨基金会的代理服务器可以绕过版权执法。贝克曼网络与社会中心副主任约翰·波尔弗利表示，他以针对禁止网络盗版法案的调查表示异议。他写道：“法案会导致（DNS）规避工具非法”，使得专制国家的“异见社区”面临更大的风险。他补充道，“规避工具的最大资助者仍是美国政府，线上的激进运动发挥了这些工具的作用，而政府同时资助和剥夺其法律保护无疑适得其反。”

## 對網站的影響

### 寄存用戶內容的網站
反对者警告说，SOPA将对在线社区产生负面影响。记者麦康瑞（Rebecca MacKinnon）在一篇专栏中说：“使企业为用户的行为承担责任，会对用户生成内容网站（如YouTube）产生寒蝉效应。虽然SOPA的目的不是建立一个像中国防火长城的国家级互联网审查系统，但实际效果可能类似。”电子前哨基金会（EFF）警告说，如果该法案通过，Etsy、Flickr和Vimeo以及类似的网站都可能被迫关闭。美国智库新美国基金会（New America Foundation）的政策分析家说，这项立法允许法院关闭整个域名，可能仅仅因为该域名上一个博客张贴的东西不合法，“本来应该只惩处少数人，却使无辜的大多数人受波及。”

### 弱化「安全港」保護
根據民主科技中心及電子前哨基金會指出草案的用詞定義非常模糊導致到只要任何人一個投訴就可以授權當局封鎖所有受牽連網站，而且舉證的責任將會完全落在被檢舉的一方。草案的條款提到「蓄意迴避確認任何可能干犯法案的網址都會被認為是違法」，評論對之解讀為網站必須任何時刻都監視其內容及辨識侵權內容避免遭封禁，即是說不會等待其他人的通知其內容可能觸犯法例。

### 用戶上傳的非法內容
霍华德大学法学院知识产权及社会正义研究所所长拉蒂夫·穆迪马，表示对用户在网上上传的受版权保护的内容可能会被追究刑事责任严重关注，他表示：“该法令最危险的方面在于其对犯罪行为的界定不明确，虽然法令表面上似乎辨别盈利行为和非营利行为，装作是定罪在先，允许在后的样子，但事实上法令不仅未得到完善，而且由于缺乏具体的定义，所涉及到的潜在刑事犯罪行为，按照目前法律看来是得到允许的。

## 潛在影響
SOPA/PIPA法案的通过对网民造成的影响非常大，几乎所有网民日常生活中使用到的网站都会受到波及，不仅仅是失去了免费的内容来源，而且由用户产生的大量内容，像Facebook的动态讯息、相册内容等也都必须受到监控、审查，也可能会成为网站被封锁的原因。这样一来，许多网站都会关闭、或是成为空站点。有反对者制作了这样一个网站SOPA blackout来告诉人们SOPA/PIPA法案通过之后的网络状况，并呼吁人们一起加入抵制SOPA/PIPA法案的队伍中。
对于中国网民，SOPA/PIPA法案也有可能造成影响，由于许多国内网站的域名都是在美国进行注册，美国司法部将拥有对他们的制裁权，比如，美国司法部长可以以某网站严重侵犯美国知识产权为由，直接下令其美国域名注册服务商封杀其域名，让其外业务无法使用。

## 技術細節

### 域名系统
DNS服务器，有时被比作一本电话簿，将域名解析为与其对应的IP地址。原始的法案要求DNS服务器停止对涉及侵权的网站域名进行解析，达到屏蔽该网站的效果。但由于DNS的设计具有高度的鲁棒性，若计算机从某些DNS服务器上查询不到结果，或查询到的结果是错误的，它将从其它的DNS服务器上查询，直到得到正确的结果，从而无法达到屏蔽侵权网站的效果。
ESET北美分公司的首席执行官Andrew Lee反对此法案，因为该法案将要求ISP过滤网站的DNS查询，这会破坏DNS的完整性。
据总部位于旧金山的OpenDNS公司的领导者David Ulevitch称，SOPA法案的通过，将可能导致美国人将其使用的DNS服务器切换到位于其他国家的DNS提供商提供的、加密的DNS服务器；并可能导致美国的DNS提供商，如OpenDNS公司搬迁到其他国家或地区，如开曼群岛。
2011年11月，一个匿名的顶级域名“.bit”，开始ICANN的控制之外运行，这被看作是对SOPA的回应，但其（以及处于ICANN控制之外的顶级域名）的有效性仍然不明。
2012年1月12日，该法案提出者兰默·史密斯宣布，将撤销该草案中关于过滤DNS内容的规定。

## 支持者

### 國會議員
禁止網絡盜版法案由议员 Lamar Smith (德州共和党籍R-TX) 提出并由 Howard Berman (加州民主黨籍D-CA)，玛莎·布莱克本 (田纳西州共和党籍R-TN)，Mary Bono Mack (加州共和黨籍R-CA)，Steve Chabot (加州共和黨籍R-OH)，约翰·科尼尔斯 (密西根州民主黨籍D-MI)，Ted Deutch (佛羅里達州民主黨籍D-FL)，Elton Gallegly (加州共和黨籍R-CA)，Bob Goodlatte (維吉尼亞州共和黨籍R-VA))，Timothy Griffin (內布拉斯加州共和黨籍R-AR)，Dennis A. Ross (佛罗里达州共和党籍R-FL)，Adam Schiff (加州民主黨籍D-CA) and Lee Terry (內布拉斯加州共和黨R-NE)共同發起。直到2012年1月16日，共有31位支持者。

### 企業及组织
該法案得到依靠版權的機構包括美國電影協會、美國唱片業協會、Macmillan US、Viacom等以及其他從事收費電視、電影及音樂行業的企業廣泛支持。支持者當中亦包括依靠品牌影響的公司，例如Nike、L'Oréal及Acushnet Company。
AFL-CIO与美国商会都支持H.R. 3261，很多行業也公開稱讚該項議案。

## 贊成國家
- 英國：2012年5月英國高等法院命令六個主要ISP業者必須阻斷其使用者進入海盗湾網站。執行阻斷所需費用由ISP者負擔。「The Pirate Bay」網站瀏覽人次因此下滑了70%。英國高等法院又於2013年3月判令6個英國主要ISP業者必須在2013年3月底前阻斷其使用者進入3個英國知名侵權BT種子網站kat.ph、fenopy.se、h33t。阻斷措施包括阻斷IP位址及網域位址（URL）之混合措施。這6家ISP業者無異議接受法院命令並同意負擔阻斷措施所需費用。

- 丹麥：在丹麥IFPI控告「thepiratebay.org」侵權案中，法院命令ISP不得令其用戶接觸thepiratebay.org網頁及其附屬網頁（Sub-Pages）與附屬網域（Sub-Domains）。2012年2月丹麥法院命令一家ISP業者阻斷其使用者進入一個侵權串流音樂網站「Grooveshark」。二個月後其他丹麥主要ISP業者也跟進阻斷這個網站。雖然這個網站所提供的內容有部分是有經過授權的，但丹麥法院還是認為阻斷進入這個網站仍有其正當性，理由之一是這個網站很受丹麥年輕人歡迎。

- 義大利：在對「the Pirate Bay」刑事侵權告訴案件中，法院命全義大利所有ISP均須阻止其用戶進入「thepiratebay.org」網站及其他「thepiratebay.org」現在與未來轉址網域（other current and future domain names redirecting to the site）以及「thepiratebay.org」現在與未來的IP位址。

- 愛爾蘭：在控告「thepiratebay.org」網站侵權案中，法院命ISP須阻止其用戶進入「thepiratebay.org」網站及與「thepiratebay.org」相關網域以及「thepiratebay.org」IP位址。

- 芬蘭：在控告「thepiratebay.org」網站侵權案中，法院命ISP須移除「thepiratebay.org」之網域登入及封鎖「thepiratebay.org」所使用IP位址。

- 南韓：文化體育及觀光部（Ministry of Culture, Sports and Tourism）於2011年4月及12月分別要求電信委員會（Communications Commission）封鎖17個惡名昭彰的侵權網站及24個BT網站。電信及多媒體委員會（Communications and Multimedia Commission, SKMM）2011年6月依1998年通信及多媒體法規定要求ISP封鎖包括The Pirate Bay、 Megaupload及主要網路儲存服務網站在內的多個涉及侵權的網站。

## 反對者

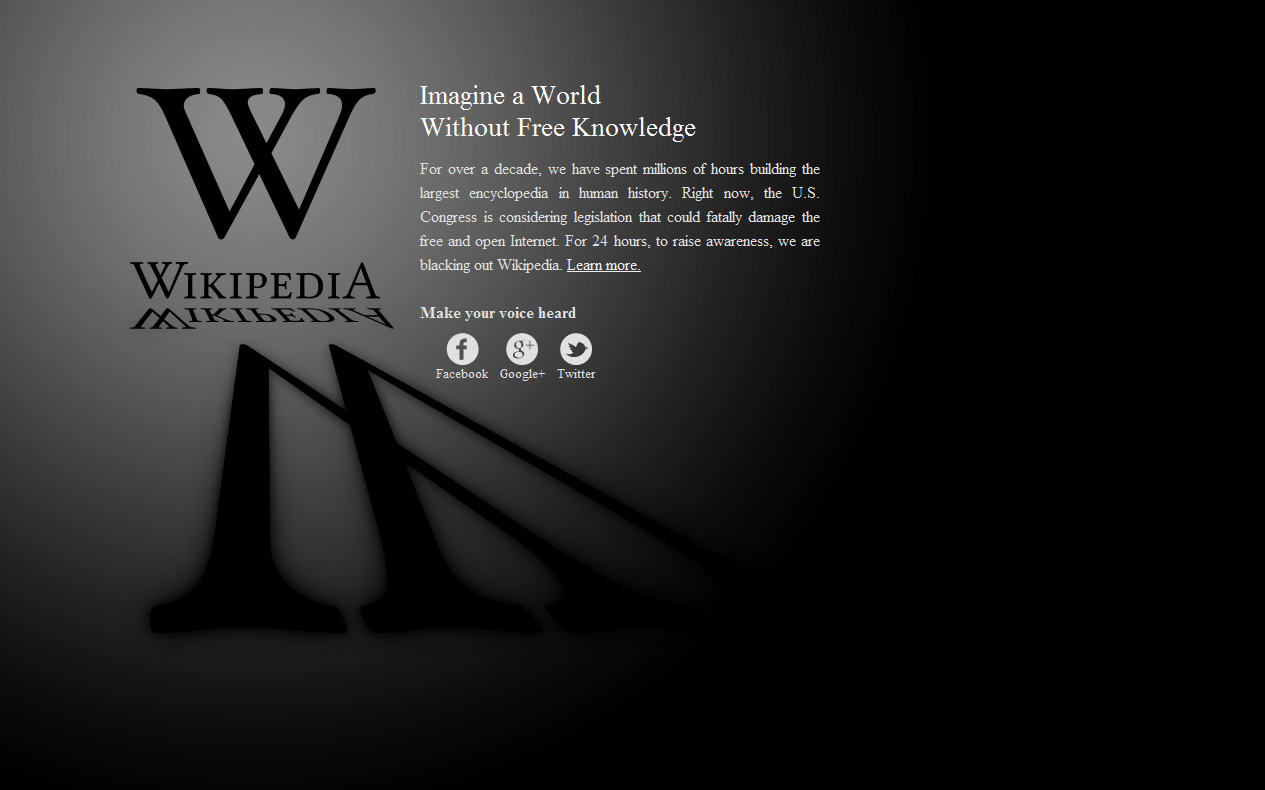
2012年1月18日的英文維基百科頁面，以黑畫面對SOPA法案表示反對

### 白宮
2012年1月14日，奥巴马政府回应反对该法案的请愿书，并说明其不会支持这项立法，该法律法规有利于构建美国互联网审查制度，却遏制了改革创新，减少网络安全性，但奥巴马政府鼓励“今年各方面共同合作以通过健全完备的法律 ，这项法律能够为起诉人和版权持有者提供新的合法工具来对抗源于非美国本土的网络侵权行为，同时忠于上述回应内容中的原则。”

### 企業及组织
反對者包括Google、Yahoo!、YouTube、Facebook、Twitter、AOL、LinkedIn、eBay、Mozilla、Microsoft、Roblox、9gag、Reddit、維基媒體以及如無國界記者、電子前哨基金會、美國公民自由聯盟及人權觀察等人權組織。

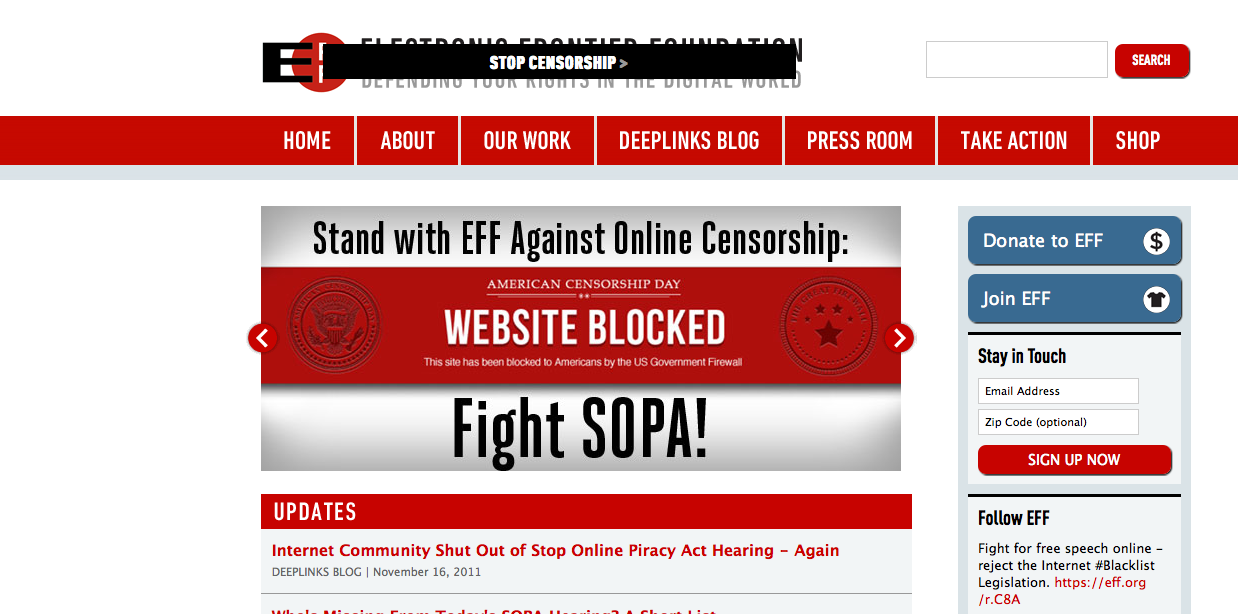
包含美國審查日標志的電子前哨基金會首頁

主要的電腦安全公司—卡巴斯基實驗室亦已就該法案表示反對並「決定退出商業軟件聯盟」。
2011年12月31日，自由意志主義智囊卡托研究所的朱利安桑切斯對該議案表示強烈抗議，並指出該修改版本「修剪了或軟化了小部份原本的法案中最過份的規條……SOPA的基礎問題從來沒有如此清晰，就是它的核心思想。它的核心思想仍然是設立一份網絡黑名單……」
圖書館版權協會(當中包括美國圖書館協會) 認為此項法案的改動會鼓勵對圖書館的刑事檢控，因此對擴大「可能侵權」的定義以及對於非商業侵權行為的過重罰作出抗議。
11月22日，Techdirt的Mike Masnick声称SOPA是“有毒”的 並且公開其對於該法案的批評，其中寫道「有人好像認為整個網際網路都允許並鼓勵盜版似的。」，並稱一個由娛樂業收集的網站清單中包括了他們自己的藝術家之一，50 Cent，还有合法的網路公司。文章质疑了該項議案會對美國國內生產總額造成約兩兆美元的影響，並且可能影響到三百一十萬份工作，以及一系列與投資，債務和產業創新相關的問題。 Y Combinator风险资本公司的创始人Paul Graham 反對該項議案，並禁止所有支持SOPA的公司參加他們公司的“演示日”活動。“如果這些公司對科技如此毫無頭緒以至於認為SOPA是個好主意”，他說“他們又怎麼可能是好的投資者呢？” Avaaz.org發起了一次引人注意的支持民主運動，起草了一份抗議SOPA的請願書，至今已取得全球範圍120萬個簽名。
民主與技術中心列了一張SOPA和PIPA的反對者的名单，其中包括 紐約時報，洛杉磯時報的編輯部, 以及其他34個組織和數百位知名人士。
著名的Facebook遊戲 Texas HoldEm Poker及FarmVille的制造商Zynga Game Network， 對該法案草案與數字千年版權法的支持者發表了針對這些法案的影響的評論，表示法案與數字千年版權法的安全港條款一樣，該法案將會削弱他們的「創意及活力」而作出反對。
美國電腦軟件公司微軟亦在星期二發表聲明，表示反對SOPA草案，但是不會效法其他公司以暫停服務的方式來抗議。

### 抗議行动

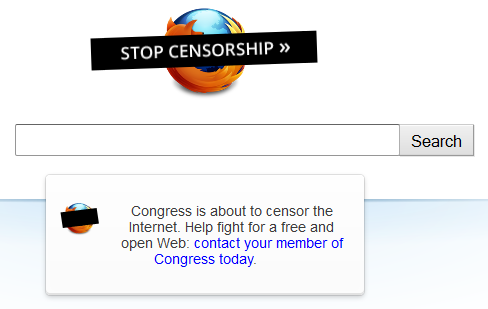
Mozilla於2011年11月16日在Firefox網頁瀏覽器中顯示抗議標語。

2011年11月16日，Tumblr、Mozilla、Techdirt、民主科技中心等反對SOPA的網絡公司於American Censorship Day當日以「STOP CENSORSHIP」（停止審查）字樣覆蓋於其網站標志上。
2012年1月16日，維基媒體執行董事蘇·加德納宣布，英語維基百科將會在1月18日當天關閉網站以抗議SOPA與PIPA法案。
抗議行動不斷擴大，當中包含主要的網站。比較知名的如Google、Facebook、Twitter、Yahoo、亞馬遜、美国在线、Reddit、Mozilla、LinkedIn、IAC、eBay、PayPal、Wordpress和維基媒體等均表示「關注」該議案，又或將於1月18日當天進行「前所未有的」網絡封閉行動。

## 立法歷史

### 11月16日众议院司法委员会的听证会
在眾議院司法委員會的聽證會中，有一些觀察員擔心該組證人缺乏技術知識。科技新聞網站CNET報導到“一個接著一個的證人，包括一位美國電影協會的遊說者，表示他們沒有資格討論DNSSEC。”莫卡特斯中心的高級研究院，亞當·蒂雷爾，同樣表示，“這充分展示了美國國會對技術的一無所知。一位接著一位的成員承認他們對SOPA的管理條款會對DNS，網絡安全，或任何東西所帶來的衝擊毫無頭緒。

## 外部連結
- H.R. 3261 on Thomas – Library of Congress( （页面存档备份，存于）)
- H.R. 3261 on GovTrack （页面存档备份，存于）
- Brookings Institution white paper
- What DNS Is Not （页面存档备份，存于）